# Achaia (provincie romană)

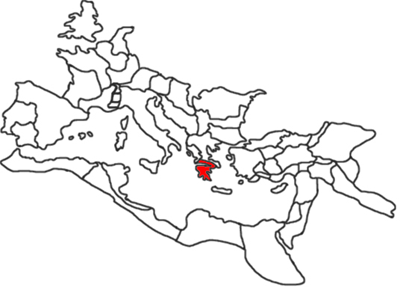
Provincia romană Achaia (marcată cu roșu) pe harta Imperiului Roman din anul 120

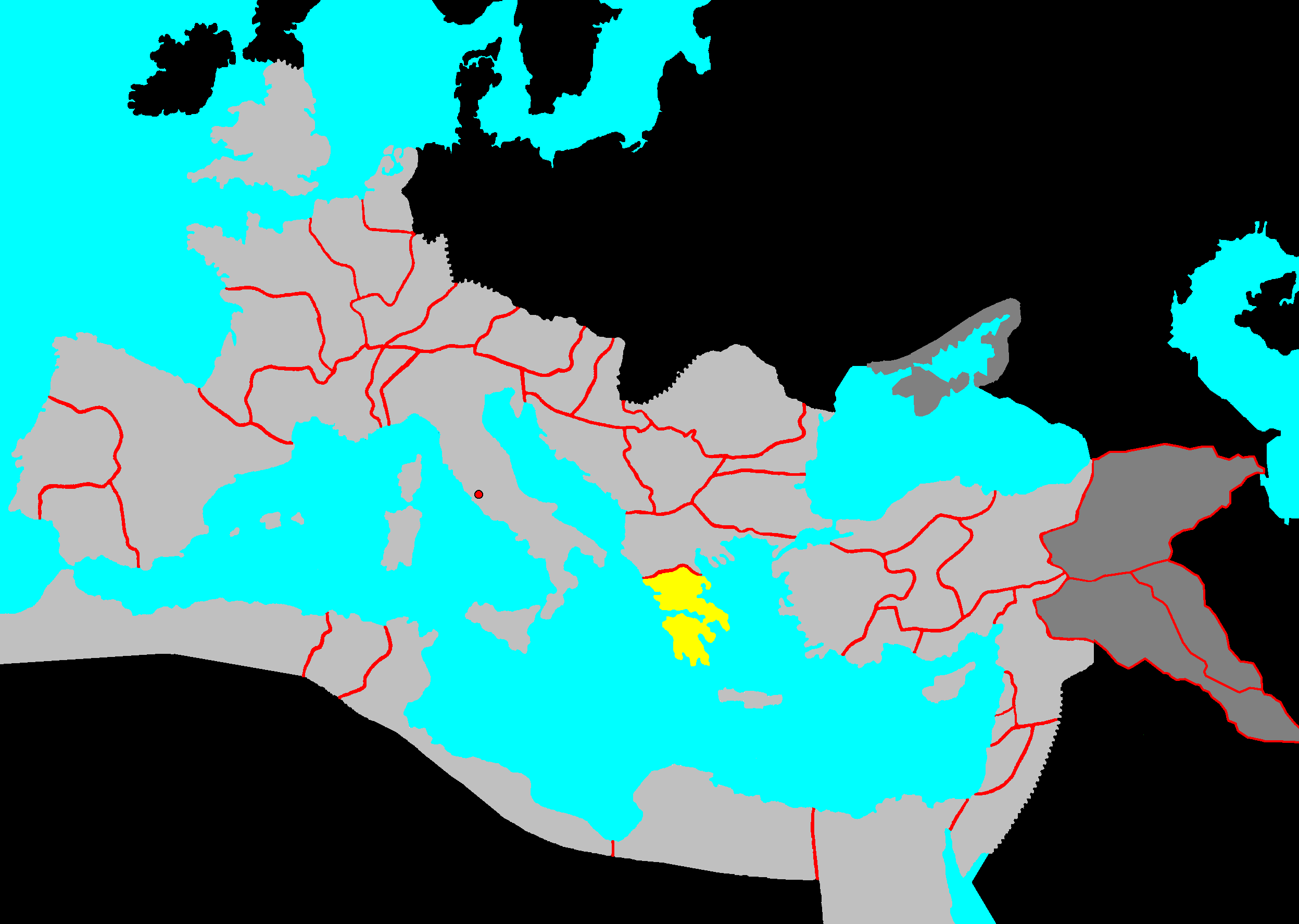
Provincia Achaia (marcată cu galben) pe harta Imperiului Roman

Achaia a fost o provincie antică a Imperiului Roman. Prefectura Ahaia din Grecia îi poartă în prezent numele. Achaia este situată pe coasta de nord a Peloponeziei, care se întinde de la lanțurile montane din Erymanthus și Cyllene și o fâșie îngustă de pământ fertil la nord, învecinându-se cu Golful din Corint. Este delimitată la vest de teritoriul Elis, la est de Sicyon, care însă e uneori inclusă în ea.

## Geografie
Caracteristicile geografice sunt caracterizate de munții Omblos și Marathia la est, Erymanthus la centru, Chelmos sau Aroania în regiunea de sud-est, Skollis în sud-vest, Movri și Mavros Oros la vest. De la vest la est râurile sunt: Larissos, Tytheos, Parapeiros și Charadros la nord-vest și Selinountas, Vouraikos și mai multe altele la est. Cea mai mare parte a pădurilor este în lanțurile muntoase, cu toate că sunt destule și în câmpii, inclusiv în vestul extrem. Există pășuni în zonele de altitudine medie și terenuri aride în zonele mai înalte.

## Climă
Achaia are veri călduroase și ierni blânde. În lunile de vară zonele de coastă sunt dominate de zile însorite, în timp ce în zonele montane pot fi nori și ploaie. Iarna zăpezile sunt frecvente în munții Erymanthus, Panachaicus și Aroania. Temperaturile ridicate de iarnă sunt în jur de 10 ° C.

## Orașe importante
- Atena
- Patra (Patras) 150,000
- Aigion 30,000
- Rhion
- Ovrya
- Kato Achaia
- Aigeira
- Akrata
- Kalavryta
- Vrachnaiika
- Mintilogi
- Paralia
- Alissos
- Ptéri
- Chalandritsa
- Diakopton/Diacopton
- Psathopyrgos